# 钱梦皋
錢夢皐（？—？），字紹謨，號明宇，四川叙州府富顺县人。明朝政治人物、進士出身。

## 生平
萬曆十六年（1588年）戊子科舉人，十七年（1589年）己丑科進士，都察院觀政，十八年授河南淅川知县，十九年八月調簡洛阳县知县，潔己愛民，經月不肉食，曾卖自己的銀腰带来补给公务。去官之日，士民遮道泣送，百里不绝。万历三十年二月行取，授官刑科给事中，巡视太仓。万历三十一年伪楚王案发，楚宗人朱华勣上疏讦楚王朱华奎异姓子，不当立。朱华奎重贿内阁首辅、浙党领袖沈一贯，一贯令通政使沈子木格其疏勿上。东林党人、时以侍郎署礼部尚书事郭正域得次辅沈鲤支持，力主清查到底。给事中钱梦皋得沈一贯指使论劾郭正域，词连次辅沈鲤。两派纷争不已，萬曆帝只好停止按问此案。郭正域不满，辞官而去。不久妖書案起，沈一贯乘郭正域去職，再次指示巡城御史康丕扬将此案引向郭正域、郭正位兄弟。东林党則让同知胡化告妖书出教官阮明卿手。阮明卿爲钱梦皋女婿。梦皋大恚，上疏显攻正域，言：“妖书刊播，不先不后，适在楚王疏入之时。盖正域乃沈鲤门徒，而沈令誉者，正域食客，胡化又其同乡同年，群奸结为死党。乞穷治根本，定正域乱楚首恶之罪，勒鲤闲住。”帝令正域还籍听勘。三十三年，御史林秉汉以楚宗人戕杀巡抚，亦请详勘。会梦皋京察将黜，遂讦秉汉为正域鹰犬，语侵沈鲤、杨时乔、温纯。秉汉坐贬贵州按察司检校，而梦皋得留。七月，左都御史溫純予致仕，夢皋亦以养病歸休。

## 家族
曾祖錢金定，寿官。祖父錢迪，知县。父錢節用，隆庆辛未进士，襄陵知縣。